# Brian Cowen
Brian Cowen (Tullamore, Comtat d'Offaly, 10 de gener de 1960) és un polític irlandès que va ser Taoiseach (Primer Ministre) de la República d'Irlanda del 7 de maig de 2008 al 9 de març de 2011 al capdavant d'un govern de coalició entre el seu partit, Fianna Fáil, els Verds, els Progressive Democrats i independents. El seu mandat va coincidir amb la crisi financera irlandesa, que va esclatar el 2008, i que va provocar la petició de rescat a la Unió Europea i al Fons Monetari Internacional, que va ser interpretat pels irlandesos com una humiliació nacional.